# 武蔵国郡村誌
武蔵国郡村誌（むさしのくにぐんそんし）は、皇国地誌編纂のため埼玉県が進達した郡村誌の控えを翻刻したもの。
1953年（昭和28年）、県庁に保存されていた村誌をまとめ「武蔵國郡村誌」として県から刊行された。
皇国地誌が実際には刊行されなかったため、実質的にこれが最初の出版となった。

## 沿革
埼玉県では、当時の県令白根多助のもと、県内（入間県、熊谷県、浦和県（大宮県）、忍藩、岩槻藩）にまとめられていた県（藩）誌や村誌など提出された記録を元に、新編武蔵風土記稿、武蔵田園簿、大成武鑑、藩翰譜などの史料から補足や注釈など加えて校正、数部浄書し次の県令吉田清秀の代に完了、一つは内務省地理寮、もうひとつは埼玉県で永年保存し、各村に記録を返送された。
調査項目は各村の所在、沿革、人口、地租、産業、道路、水利、神社、寺院、小字など全般にわたる
- 1882年（明治15年） 埼玉県が編纂を終え、内務省地理寮に郡誌17冊、郡村誌103冊を進達する
- 1923年（大正12年） 関東大震災により大学図書館が焼失し、原本の大半が失われる
- 1948年（昭和23年） 埼玉県庁の倉庫で控えが発見される[2]
- 1953年（昭和28年） 埼玉県立図書館（現埼玉県立文書館）から「武蔵國郡村誌 全15巻」が刊行（～1955年）される
- 1988年（昭和63年） 東京大学史料編纂所所蔵の残稿が「大日本国誌 武蔵 全14巻」としてゆまに書房から復刻される
- 2022年（令和4年） 国立国会図書館デジタルコレクションで個人向けのデジタル化資料送信サービスが始まり、郡村誌15巻のオンライン閲覧が可能になる[3]

## 構成
全15巻で、各郡に属する村誌と郡誌とが収められている。
1. 足立郡村誌(1-7)
2. 足立郡村誌(8-14)
3. 足立郡村誌(15-18)・新座郡村誌
4. 入間郡村誌(1-8)
5. 入間郡村誌(9-10)・高麗郡村誌(1-5)
6. 比企郡村誌(1-8)・横見郡村誌(1-2)
7. 秩父郡村誌(1-6)
8. 児玉郡村誌(1-3)・賀美郡村誌(1-2)・那珂郡村誌
9. 大里郡村誌(1-3)・男衾郡村誌(1-2)・榛沢郡村誌(1-2)
10. 榛沢郡村誌(3-5)・旛羅郡村誌(1-4)
11. 埼玉郡村誌(1-8)
12. 埼玉郡村誌(9-16)
13. 埼玉郡村誌(17-23)
14. 葛飾郡村誌(1-7)
15. 下総国葛飾郡村誌(1-3)・各郡誌